# Новоселівка (село, Краматорський район)
Новоселівка (до 2016 року — Красноармі́йське) — село в Україні, у Черкаській селищній територіальній громаді Краматорського району Донецької області. Населення становить 861 особу.

## Географія
Село Новоселівка знаходиться на правому березі річки Сухий Торець. Через село проходить автодорога Краматорськ — Барвінкове. Відстань від Краматорська — 10,9 км. Фактично є приміським селищем.

## Населення

### Мова
Розподіл населення за рідною мовою за даними перепису 2001 року:
| Мова       | Кількість | Відсоток |
| ---------- | --------- | -------- |
| українська | 781       | 90.71%   |
| російська  | 80        | 9.29%    |
| Усього     | 861       | 100%     |

## Економіка
Є фермерські та селянсько-фермерські господарства, хлібопекарня, олійниця. Частина села газифікована.

## Соціальна сфера
У селі є такі об'єкти соціальної сфери:
- Магазин;
- Клуб;
- Школа;
- Дитячий садочок.

## Пам'ятки
За 2 км від села в бік Краматорська лежить гора Карачун (Чорний Карачун). На Карачуні встановлена телевізійна вежа. Північний схил гори, що круто обривається в долину річки Казенний Торець, використовують дельтапланеристи і парапланеристи через наявність постійних сильних вертикальних потоків повітря.